# Adenolisianthus arboreus
Adenolisianthus arboreus är en gentianaväxtart som beskrevs av Ernest Friedrich Gilg. Adenolisianthus arboreus ingår i släktet Adenolisianthus och familjen gentianaväxter. Inga underarter finns listade i Catalogue of Life.